# إصابة الثالوث التعيس
إصابة الثالوث التعيس تشير إلى إصابة تمزق أو التواء متزامن لثلاثة تراكيب تشريحية في مفصل الركبة: الرباط الصليبي الأمامي والرباط الجانبي الإنسي [الإنجليزية] والغضروف الهلالي للركبة، أشارت التحليلات التي اجريت في التسعينيات أن تمزق الغضرف الهلالي الوحشي أكثر شيوعا من الغضروف الهلال الإنسي في حالة إصابات الرباط الصليبي الأمامي.

## الأعراض
- ألم في الركبة المصابة.
- تصلب و تورم في الركبة المصابة.
- الإحساس بأن الركبة المصابة منغلقة ويصعب تحريكها.
- عدم ثبات الركبة.
- عدم القدرة على تحريك الركبة في نطاق الحركة الكامل.

## وصلات خارجية
- مدلاين بلس Anterior cruciate ligament (ACL) injury